# 俄里翁号战列舰
俄里翁号战列舰是俄里翁级的四艘无畏战列舰的首舰。该舰于20世纪10年代进入皇家海军战斗序列，其职业生涯中的大部分时间都是在本土舰队和大舰队中服役，一般担任旗舰。除了参与拦截1914年底轰炸斯卡伯勒、哈特尔浦和惠特比的德国船只、1916年5月的日德兰海战和8月19日的无战果行动之外，该舰在第一次世界大战期间主要执行例行巡逻任务或在北海训练。
大舰队于1919年初解散后，俄里翁号被调回本土舰队，并于几个月后被分配到后备舰队。该舰从1921年中期开始担任炮兵训练舰，直到次年被列入处理名单。这艘船在1922年末被当作废品出售，随后被拆解。

## 设计和描述
俄里翁级战列舰是因为英德海军军备竞赛而设计的，这一级别的战列舰可以容纳更大、更强大的火炮和更重的装甲。由于对这些改进的认可，该级有时被称为“超无畏舰”。该级别舰艇的总长度为581英尺（177.1），吃水深度为31英尺3英寸（9.5），排水量为正常负载下的21,922長噸（22,274公噸）。截至1914年，该舰的船员总人数为754名水兵。
俄里翁级战列舰由两组帕森斯直接驱动蒸汽轮机提供动力，每组驱动两个轴，使用18台Babcock &amp; Wilcox锅炉提供的蒸汽。涡轮机的额定功率为27,000匹軸馬力（20,000千瓦特），旨在使战列舰的速度达到21节（39km/h）。在1911年9月的海上试航期间，俄里翁号的时速达到了21.3节（39.4km/h）。在携带足够的煤炭和燃料的情况下，这一级别战列舰的可在巡航速度为10节（19km/h）的情况下航行12460公里。

### 武器和装甲

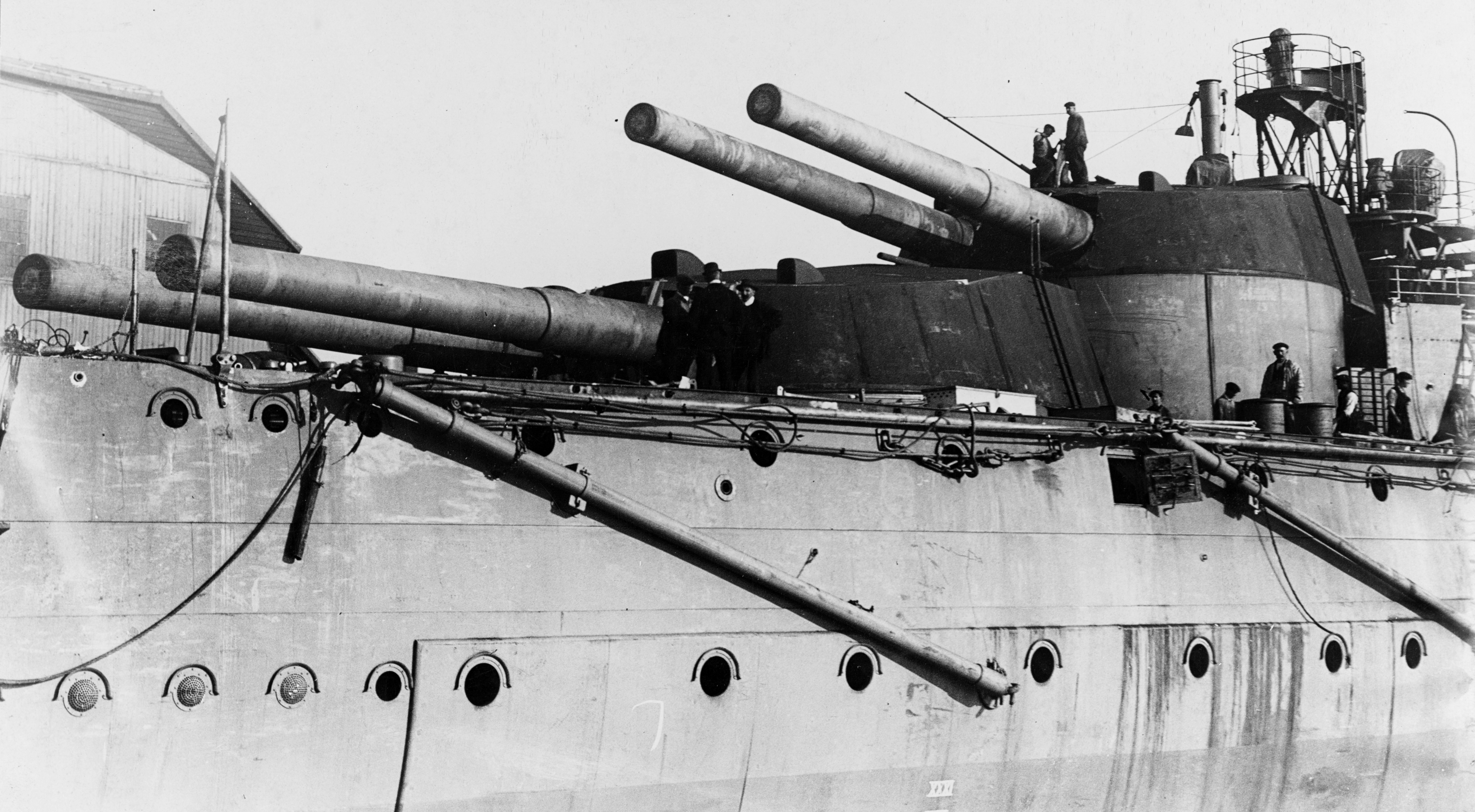
位于俄里翁号尾部主炮炮塔。

俄里翁级配备10门后膛装弹的13.5英寸（343mm）由五个液压驱动的Mark V火炮。舰上的炮塔从前到后被指定为“A”、“B”、“Q”、“X”和“Y”。该舰的副武器包括16门4英寸（102mm）的Mark VII舰炮，这些火炮均匀地分布在前部和后部的上层舰塔中，舰体还加装了四门1.9英寸（47mm）的礼炮。该舰配备了三个21英寸（533mm）的水下鱼雷发射管，每个舷侧各一个，船头和船尾各一个，弹药库共配备20枚鱼雷。
俄里翁号有12英寸（305mm）的水线装甲带，装甲带在端部炮座之间延伸。该舰的甲板厚度在1英寸（25mm）和4英寸之间。甲板最厚的部分是为了更好的保护船尾的舵机。

### 装备升级
到1914年10月，该舰加装了一对3英寸（76mm）的防空炮。1915年4月至5月，火控指挥器被加装在观察顶下方的平台1916年5月的日德兰海战后，该舰增加了额外的甲板装甲。大约在同一时间，三门4英寸的舰炮从船尾的上层建筑中被移除。1917年至1918年期间，船上安装了两个飞行平台。到1921年，舰塔前部加装了高角度测距仪。

## 建造与正式服役

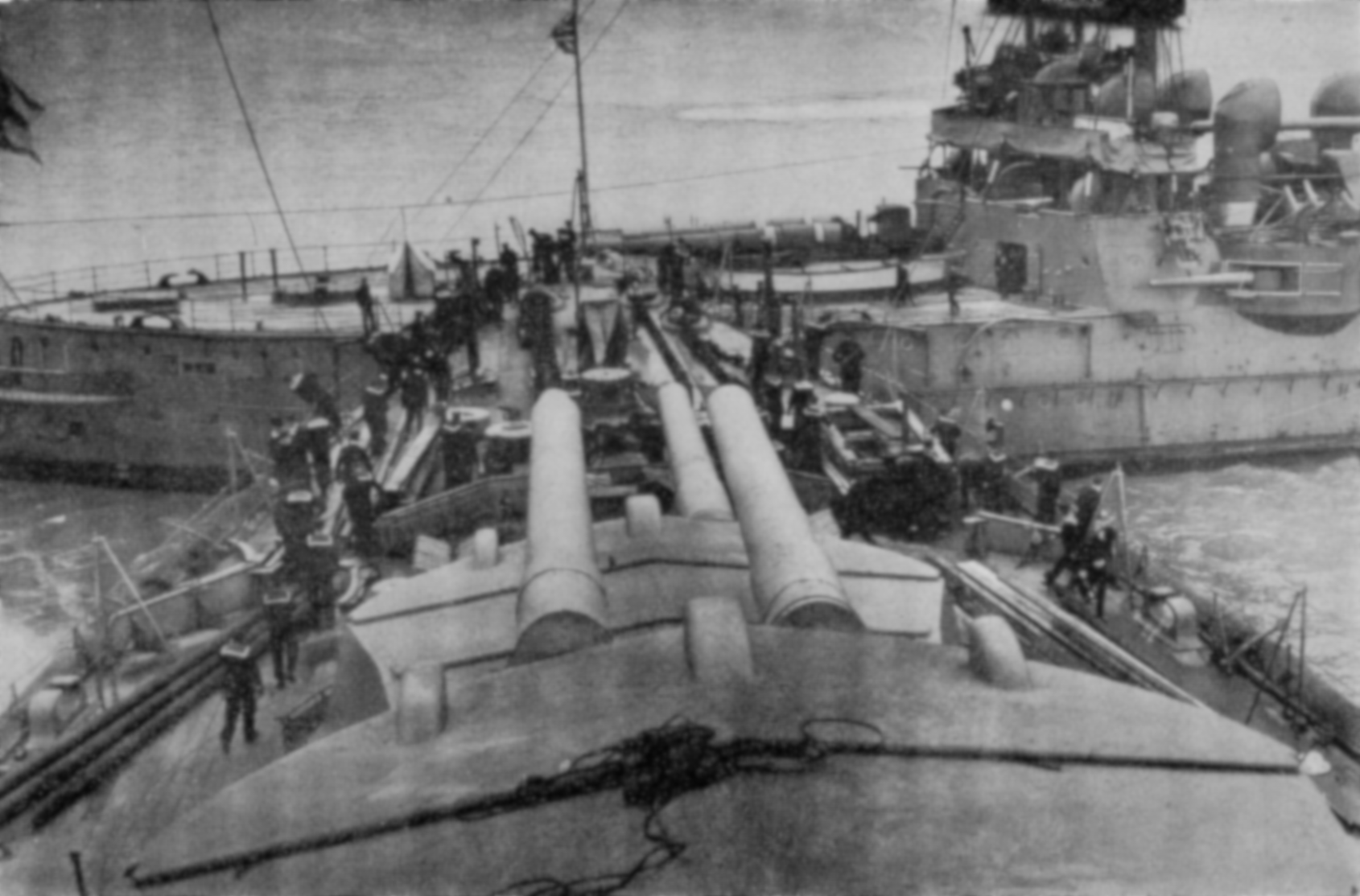
1912年1月7日，复仇号战列舰于俄里翁号相撞

俄里翁号是在皇家海军服役的四艘俄里翁级战列舰之一。该舰于1909年11月29日在朴茨茅斯海军造船厂建造完毕。该舰于1910年8月20日下水并于1912年1月2日正式开始服役。俄里翁号最初被分配到本土舰队的第2海军分队，作为该分队的副指挥官赫伯特·金霍尔少将的旗舰。1912年1月7日，该舰在与前无畏舰复仇号的相撞中轻微受损。

### 第一次世界大战

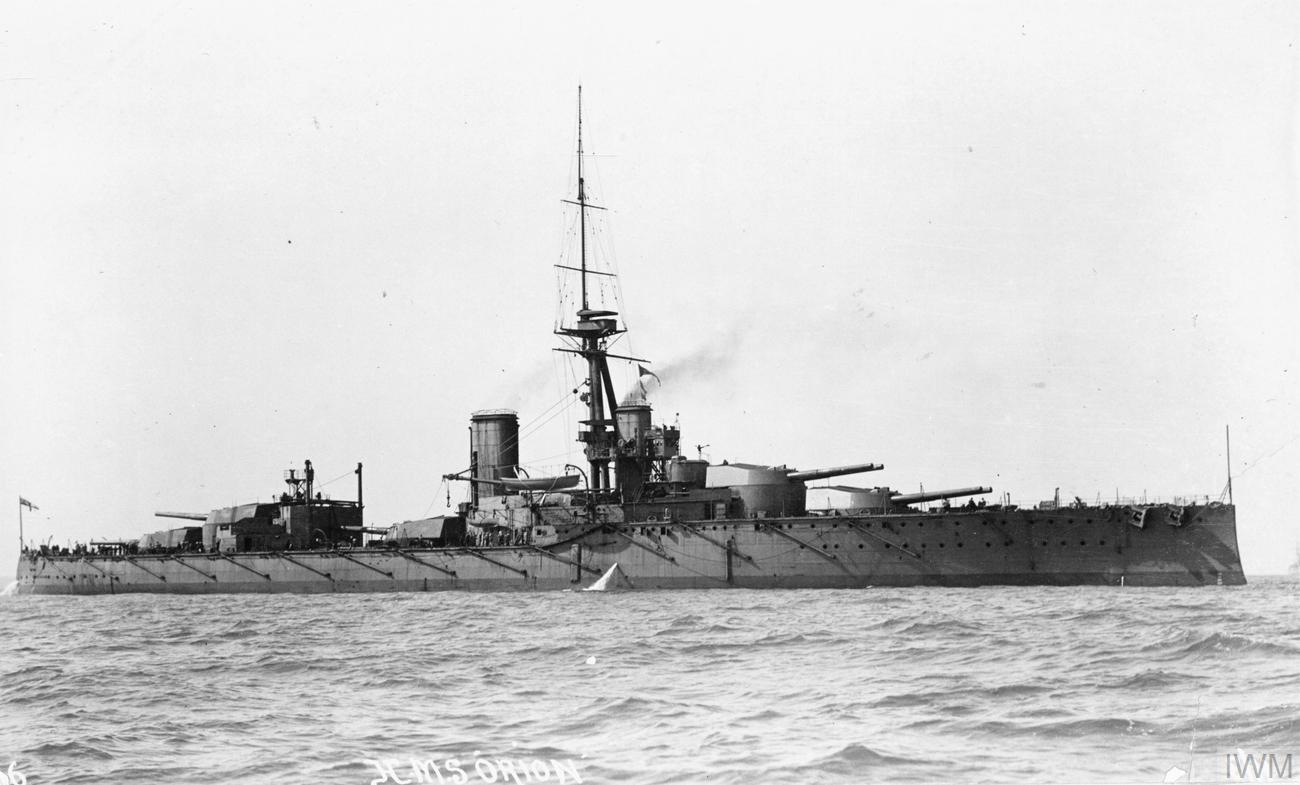
1915年前的俄里翁号

1914年7月17日至20日期间，作为英国应对七月危机的一部分，俄里翁号参加了动员和舰队审查。7月25日该舰抵达波特兰，并奉命在四天后与本土舰队的其余部分一起前往斯卡帕湾以保护舰队免受德意志帝国海军可能的突然袭击。 1914年8月，第一次世界大战爆发后，本土舰队改组为大舰队，由海军上将约翰·杰利科爵士指挥。

#### 斯卡伯勒、哈特尔浦和惠特比战斗
皇家海军的40号房间截获了一项关于德军针对斯卡伯勒，哈特尔浦和惠特比进攻计划的情报。情报显示德军将于十二月中旬出动四搜战列巡洋舰对三地进行轰炸。但无线电消息没有提到拥有十四艘无畏舰和八艘前无畏舰的公海舰队将充当增援。英德双方的舰艇于12月15日离开了各自的基地，英国方打算在德军返航的途中进行伏击。为了这次伏击任务，皇家海军召集了乔治·沃伦德中将的六艘无畏舰，包括俄里翁号和她的姐妹舰艇，君主号和征服者号。协助战斗的还有大卫·比蒂海军中将的四艘战列巡洋舰。
在12月16日清晨的黑暗且恶劣的天气中，双方的舰艇开始交火。德国方在最初的交火中占了上风，严重损坏了几艘英国驱逐舰，但公海舰队司令弗里德里希·冯·英格诺尔海军上将下令掉头，因为他担心英国驱逐舰可能在黎明的时候发起大规模袭击。英国方这边由于一系列误解和失误使准备进行伏击任务的舰队并没有成功拦截撤退的德国舰艇。

#### 日德兰海战

日德兰海战

为了引诱并摧毁皇家海军大舰队的一部分，德国海军16艘无畏舰、6艘前无畏舰和支援舰组成的公海舰队于5月31日清晨离开玉湾。舰队与希佩尔的五艘战列巡洋舰协同航行。皇家海军情报机构截获并解密了包含行动计划的德国无线电通信。作为回应，海军部命令大舰队，总计约28艘无畏舰和9艘战列巡洋舰，在前一天晚上出击以切断和摧毁德国公海舰队。
5月31日，在奥利弗·贝克豪斯上尉的指挥下，俄里翁号成为了部署后战线前端的第五艘舰艇。在全面交战的第一阶段，该舰于18时32分在一轮齐射中从主炮向藩侯号战列舰发射了四发穿甲炮弹，其中一发命中目标并摧毁了一门5.9英寸的舰炮。19点15分左右，俄里翁号在17公里外向吕措号大巡洋舰发射了6发穿甲弹，并声称最后两发炮弹命中了目标。吕措号在此期间也被君主号的主炮打击，在短时间内被两舰击中了五次。俄里翁号和君主号击毁了吕措号的两门主炮，暂时切断了舰尾炮塔的动力，并造成了该舰大量进水。这是俄里翁号在战斗中最后一次开火，在日德兰海战中，俄里翁号总共消耗了51发13.5英寸的穿甲炮弹。

#### 后续活动

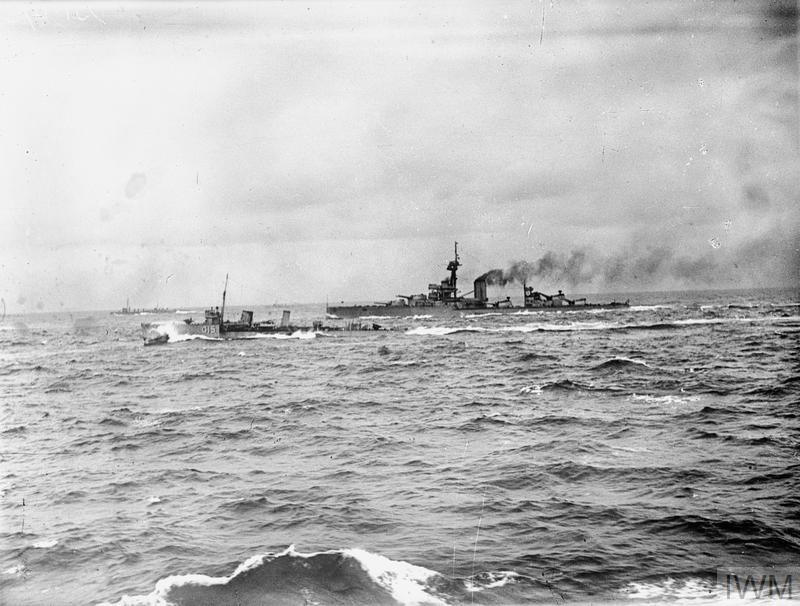
1918年的俄里翁号

大舰队于8月18日进入北海南部试图伏击德国公海舰队，但一系列误传和失误使得英国人未能在德国舰队在返回港口之前进行任何拦截。两艘轻型巡洋舰在行动中被德国U型潜艇击沉，促使大舰队司令杰利科决定不让舰队进入北纬55度30分以南的水域，因为德国潜艇和水雷是一个很大的威胁。海军部同意并规定大舰队不会出击，除非德国舰队试图入侵英国，或者在合适的条件下被迫交战。
1918年4月，德国公海舰队再次出击，袭击前往挪威的英国运输船队。德军在行动期间实施了严格的无线电静默，这使得英国人的密码分析员无法警告大舰队的新指挥官贝蒂海军上将。英军在毛奇级战列巡洋舰发生事故被迫打破无线电静默后才得知这次行动的存在。贝蒂随后命令大舰队出海截击德国舰队，但皇家海军在公海舰队返回德国之前都未能进行任何有效的拦截。

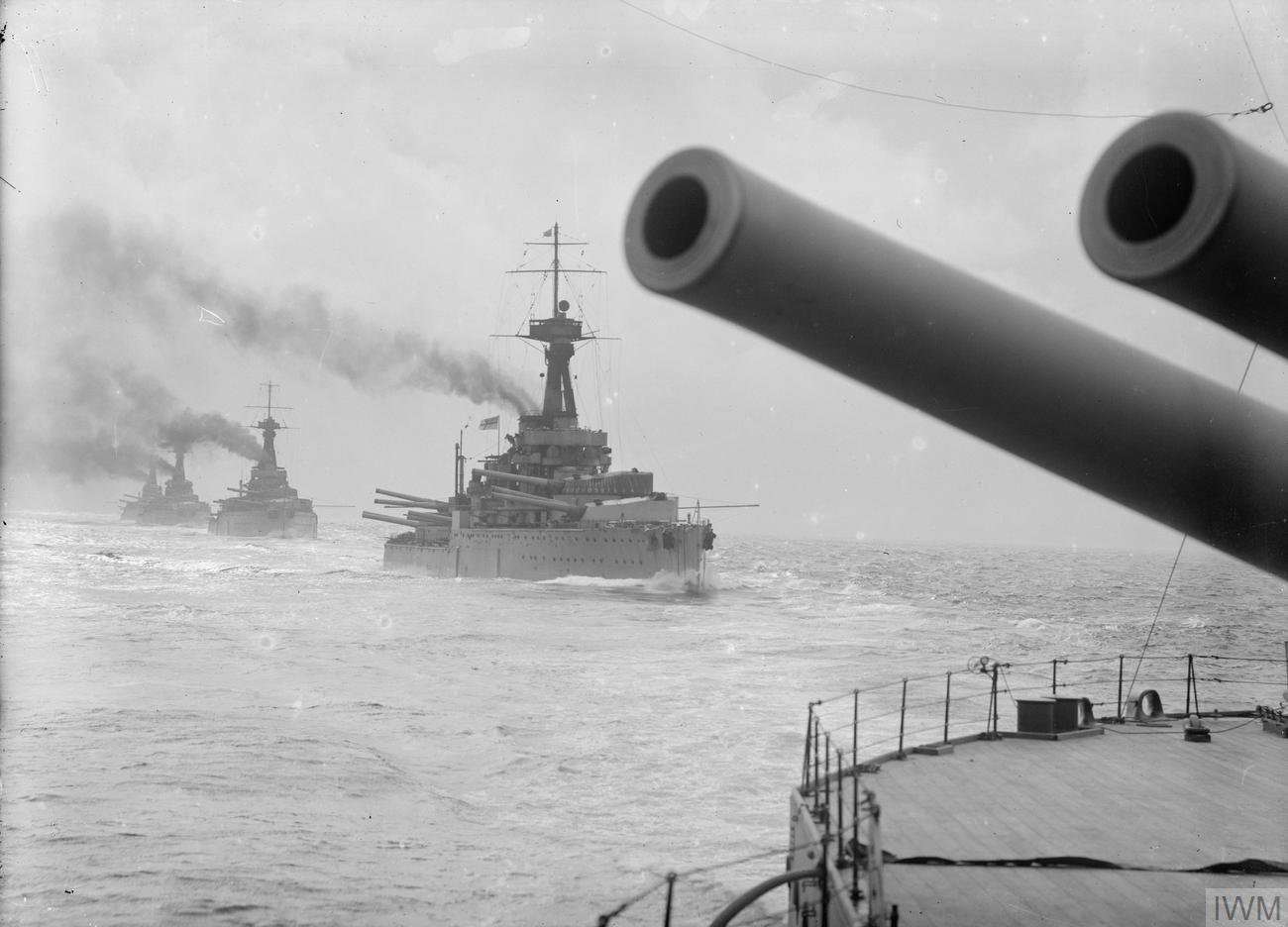
1915年后，四艘俄里翁级战列舰组成的战列线

1920年9月14日，俄里翁号被转移回朴茨茅斯。该舰随后成为后备舰队的旗舰，由海军中将理查德·菲利莫尔(Richard Phillimore) 指挥。1921年6月，俄里翁号成为波特兰的一艘炮兵训练舰。1922年4月12日，根据《华盛顿海军条约》的条款，俄里翁号被列入处置清单。12月19日，俄里翁号被卖给了考克斯和丹克斯公司，并于1923年2月于乌普诺被拆解。

## 注脚
1. 1 2  Burt, p. 136
2. ↑  Parkes, p. 525
3. ↑  Burt, pp. 136, 139–40
4. ↑  Burt, pp. 134, 136, 139
5. ↑  Friedman, pp. 123, 199
6. ↑  . The Dreadnought Project.   [9 March 2017]. （原始内容存档于2022-03-03） （英语）.
7. ↑  Burt, p. 140
8. ↑  Burt, p. 142; Friedman, pp. 123, 198–200, 205
9. ↑  Colledge, p. 251
10. ↑  Preston, p. 28
11. 1 2 3  Burt, p. 146
12. ↑  Massie, p. 19
13. ↑  Preston, p. 32
14. ↑  Tarrant, pp. 28–30
15. ↑  Goldrick, pp. 200–14
16. ↑  Tarrant, pp. 54–55, 57–58
17. ↑  Corbett, frontispiece map and p. 428
18. ↑  Campbell, pp. 156, 193–95, 209, 218–20, 346–47
19. ↑  Halpern, pp. 330–32
20. ↑  Halpern, pp. 418–20
21. ↑   (PDF). National Library of Scotland. His Majesty's Stationery Office: 695–6, 707a. 18 October 1920  [17 March 2017]. （原始内容 (PDF)存档于2022-03-06）.